# 福克納鎮區 (阿肯色州波爾克縣)
福克納鎮區（英語：Faulkner Township）是位於美國阿肯色州波爾克縣的一個行政鎮區。

## 地方資料
福克納鎮區的面積為141.57平方千米，當中陸地面積為141.06平方千米，而水域面積為0.51平方千米。根據2010年美國人口普查的數據，當地共有人口13人，而人口密度為每平方千米0.09人。